# Estia
Die Estia (griechisch Ἑστία) ist eine in Athen erscheinende griechische Tageszeitung. Die 1876 als Literaturmagazin gegründete Zeitung erscheint seit 1894 täglich und ist die älteste Tageszeitung Griechenlands. Sie gilt als gemäßigt-konservativ.
Als Sprachrohr sprachlicher Puristen ist sie auf dem Zeitungsmarkt ein Nischenprodukt und findet ihre Leserschaft in allen politischen Richtungen. Im Besonderen warnt sie seit längerem vor der zunehmenden Verwendung von Fremdwörtern und in diesem Kontext vor der Verwendung der lateinischen Schrift.
Als letzte Tageszeitung verwendete sie bis ca. 2000 die seit 1976 als Amtssprache abgeschaffte puristische Katharevousa, allerdings in einer gemäßigten Form. Nachdem die Eleftheri Ora auf das monotonische System umgestellt hat, ist die Estia nun die einzige nachrichtenorientierte Zeitung, die der orthographischen Reform von 1982 nicht gefolgt ist, d. h. bis heute das polytonische System anwendet.

## Geschichte
1876 wurde von Pavlos Diomidis in Athen eine wöchentliche Zeitschrift namens Ἑστία gegründet, die inhaltlich jedoch weniger eine politische Zeitung war als vielmehr eine literarische und belletristische Veröffentlichung. Die damalige Estia war also eher der heutigen Nea Estia ähnlich; erst 1894 wandelte sie der namhafte Dichter Georgios Drosinis in eine Tageszeitung für Politik, Kultur und Wirtschaft um. Im Jahre 1941, nach dem Einmarsch der deutschen Armee, wurde die Estia eingestellt, nach der Befreiung durch die Alliierten ist sie jedoch bald wieder erschienen.
Seit 1898 befindet sich die Zeitung in den Händen der Familie Kyrou. Adonis Kyrou übernahm die Zeitung 1898 und war bis zu seinem Tod 1918 ihr Herausgeber. Ihm folgten seine Söhne Achilleus A. Kyrou († 1950) und Kyros A. Kyrou († 1974). Von 1974 bis 1997 war Adonis K. Kyrou (Sohn von Kyros A. Kyrou) Herausgeber, der auch durch mehrere Bücher bekannt geworden ist. Der derzeitige Herausgeber ist Alexis Zaousis (Neffe von Adonis K. Kyrou), der die Zeitung auch verlegt.
Die Estia wurde bis 1997 noch im alten Verfahren der Linotypie/Stereotypie gesetzt und gedruckt, bevor sie auf ein modernes Computersystem (Desktop-Publishing) umgestiegen ist (Quelle: Zeitung To Vima vom 21. Dezember 1997 in einer Rezension eines Buches von Adonis Kyrou; Artikel auch im Internet zugänglich).